# Zano (Tikaré)
Pour les articles homonymes, voir Zano.
Zano est une localité située dans le département de Tikaré de la province du Bam dans la région Centre-Nord au Burkina Faso. 

## Géographie
Zano est située à 6 km au nord-est de Tikaré, le chef-lieu du département, à 2 km à l'est de Baribsi et à environ 20 kilomètres à l'ouest de Kongoussi. Le village est 2,5 km au nord de la route nationale 15.

## Éducation et santé
Le centre de soins le plus proche de Zano est le centre de santé et de promotion sociale (CSPS) de Baribsi tandis que le centre médical avec antenne chirurgicale (CMA) de la province se trouve à Kongoussi.